# Manneh Sillah Memorial Court
Der Manneh Sillah Memorial Court (oder auch Manneh Sillah Basketball Court, Manneh Sillah memorial Lawn) ist der wichtigste Basketballcourt im westafrikanischen Staat Gambia. Der Court, auf dem auch internationale Begegnungen ausgetragen werden, liegt in der Hauptstadt Banjul am Independence Drive. Neben Basketball wird dort auch Volleyball gespielt.
Der Court wurde von der Father Gough Sports Foundation 2009 modernisiert und am 2. Januar 2010 neu eröffnet. Ziel der Modernisierung war es, die Sportstätte den neuesten Standards der Fédération Internationale de Basketball (FIBA) anzupassen. Die Investition betrug 1,8 Millionen Dalasi. Dabei wurden die Lichtanlage, das Spielfeld und die Umkleideräume sowie die Toiletten renoviert. Ebenfalls wurde eine Anzeigentafel installiert.